# سیارک ۵۳۰۷
سیارک ۵۳۰۷ (به انگلیسی: 5307 Paul-Andre، نامگذاری:1980YC) پنج هزار و سیصد و هفتمین سیارک کشف شده‌است که در ۳۰ دسامبر ۱۹۸۰ کشف شد.
قدر مطلق سیارک برابر ۱۳٫۵۰ است.